# Roosevelt
Roosevelt är ett efternamn av nederländskt ursprung med betydelsen "rosenfält". Flera framstående personer har burit detta efternamn:
- Alice Hathaway Lee Roosevelt
- Edith Roosevelt
- Eleanor Roosevelt
- Ellen Roosevelt
- Franklin D. Roosevelt
- Franklin Delano Roosevelt III
- Theodore Roosevelt
- Theodore Roosevelt, Jr.